# Cochlostoma patulum
Cochlostoma patulum ist eine auf dem Land lebende Schneckenart aus der Familie der Walddeckelschnecken (Cochlostomatidae) in der Ordnung Architaenioglossa („Alt-Bandzüngler“).

## Merkmale
Das rechtsgewundene Gehäuse ist mit 5 bis 8 mm Höhe und 2 bis 3 mm Breite vergleichsweise klein. Es besitzt 7½ bis 9 stark konvexe Umgänge. Die Seitenlinie verläuft oft leicht konkav. Das Gehäuse ist berippt, auf einen Millimeter kommen etwa 7 bis 10 Rippen. Auf den letzten Umgängen wird die Berippung unregelmäßiger und verschwindet fast. Die Mündung ist rundlich mit einem stark umgeschlagenen Mundrand, der flach und gewöhnlich doppelt angelegt ist. Der Nabel ist durch den umgeschlagenen Mundrand gewöhnlich geschlossen. Die Farbe des Gehäuses variiert von rötlichgrau bis weißlich; es besitzt keine Flecken.
Der Weichkörper ist rötlichgrau mit feinen schwarzen Flecken und nur etwa 4 mm lang.

## Geographische Verbreitung und Lebensraum
Das Verbreitungsgebiet der Art erstreckt sich von Südfrankreich bis nach Norditalien (Ligurien). Die Tiere leben dort an Felsen bzw. in Felsritzen, auf trockenen Wiesen, seltener auch in alten Steinmauern.

## Taxonomie
Das Taxon wurde 1801 von Jacques Philippe Raymond Draparnaud in der Kombination Cyclostoma patulum aufgestellt. Wilhelm Kobelt stellte die Art dann erstmals in die Gattung Cochlostoma und in die Untergattung Cochlostoma (Auritus) Westerlund, 1883. Die Art wird heute der Untergattung Cochlostoma (Turritus) Westerlund, 1883 zugewiesen.

## Belege

### Online
- AnimalBase - Cochlostoma patulum